# Eschnerberg
Eschnerberg, auch Eschner Berg, Schellenberg, ist ein bis zu 698 m ü. M. (Klocker bei Hinterschellenberg) hoher Bergrücken im Alpenrheintal, an der Grenze Liechtensteins zum österreichischen Vorarlberg, bei Feldkirch.

## Geographie

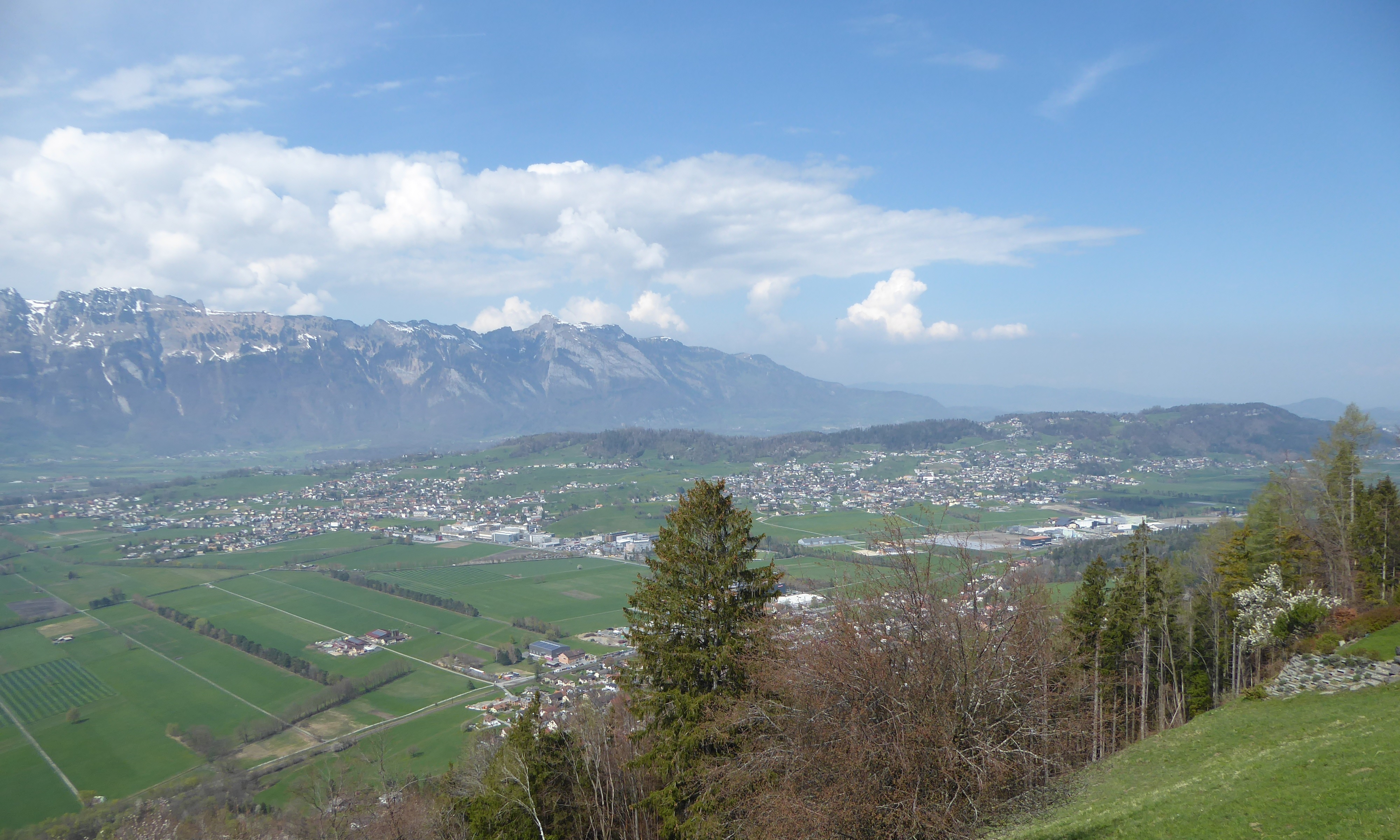
Blick aus Süden, von Planken, auf den Eschnerberg. Links am Bergfuss Eschen, in der Mitte Mauren.

Der größere, südliche Teil des Berges liegt im Liechtensteiner Unterland, der kleinere, nördliche Teil befindet sich im Bezirk Feldkirch, die Region dort Vorarlberger Oberland genannt. Die Erhebung ist ca. sieben Kilometer lang und zwei Kilometer breit und erstreckt sich entlang des Rheins. 
An und auf seinen Hängen liegen südlich auf liechtensteinischem Gebiet die Ortschaften Eschen, Mauren, Gamprin, Ruggell und Schellenberg sowie im Norden und Nordosten auf österreichischem Gebiet die Ortsteile Fresch (Nofels) und Tosters der nahe gelegenen Stadt Feldkirch. Der höchste Punkt befindet sich in der Nähe von Hinter-Schellenberg, auf Liechtensteiner Territorium.

## Geologie und Einordnung

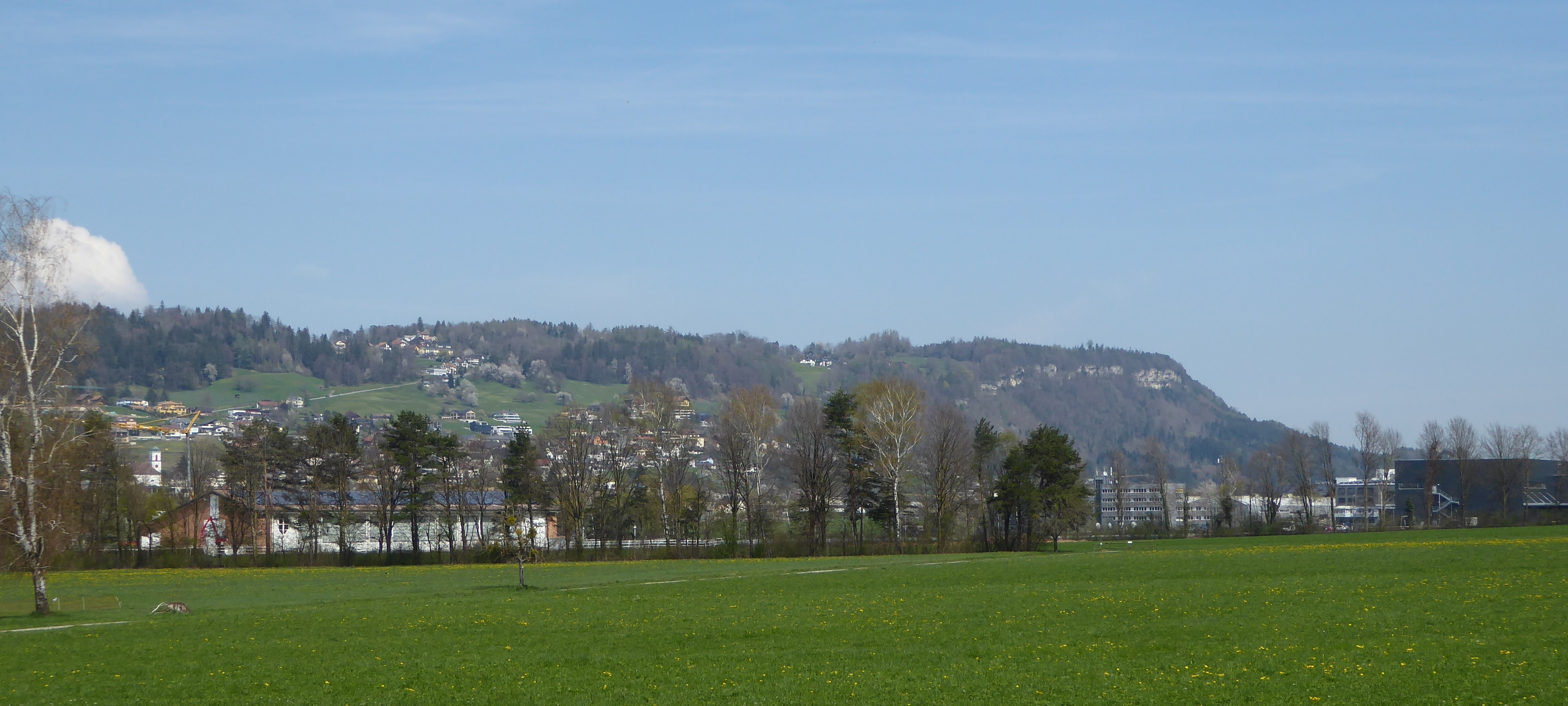
Sicht von Schaanwald auf Mauren (links) und die markanten Felsen oberhalb des Tostner Wald (rechts).

Der Schellenberg ist ein abgesunkener, vom ehemaligen Rheingletscher geformter Inselberg, der die Fortsetzung des Walserkamms bildet. Er gehört zu der Vorarlberger Flysch genannten Einheit der Rhenodanubischen Flyschzone der Alpen, die auch Teile des Bregenzerwaldgebirges baut – geologisch wie orographisch, entlang des Eschkanals, gehört der Berg zu dieser Gebirgsgruppe, wird aber nach Definition der Alpenvereinsgliederung (AVE 1984) zum Rätikon gerechnet, weil er südlich der Ill liegt (Flyschschollen finden sich aber auch durchaus am benachbarten Westfuß der Drei Schwestern).

## Kulturgeschichte
Der Berg gehört zu den ältesten Siedlungsplätzen im Rheintal (Rössener Kultur der mittleren Jungsteinzeit um 4400 v. Chr.), wie Funde aus der Grabungsstätte Borscht nahe der Gemeinde Schellenberg belegen.
Aufgrund der Herrschaft der Schellenberger erhielt der Berg seinen neuen Namen (siehe auch Herrschaft Schellenberg), jedoch wird von den liechtensteinischen Bürgern die historische Bezeichnung Eschnerberg nach wie vor gerne und oft verwendet. Die Herren von Schellenberg errichteten auf dem Gebiet der heutigen Gemeinde Schellenberg die Burgen Neu-Schellenberg (um 1200) und Alt-Schellenberg (etwa 1250). Auffällig ist auch die Namensähnlichkeit des Berges mit der aus Liechtensteiner Sagen bekannten Eschinerburg.

## Wege
Über den Berg zieht sich der Eschner Höhenweg, ein Kulturwanderweg.